# Delta (Ohio)
Delta es una villa ubicada en el condado de Fulton en el estado estadounidense de Ohio. En el Censo de 2010 tenía una población de 3103 habitantes y una densidad poblacional de 448,55 personas por km².

## Geografía
Delta se encuentra ubicada en las coordenadas 41°34′31″N 84°0′17″O / 41.57528, -84.00472. Según la Oficina del Censo de los Estados Unidos, Delta tiene una superficie total de 6.92 km², de la cual 6.92 km² corresponden a tierra firme y (0.04%) 0 km² es agua.

## Demografía
Según el censo de 2010, había 3103 personas residiendo en Delta. La densidad de población era de 448,55 hab./km². De los 3103 habitantes, Delta estaba compuesto por el 96.07% blancos, el 0.35% eran afroamericanos, el 0.55% eran amerindios, el 0.52% eran asiáticos, el 0.03% eran isleños del Pacífico, el 0.87% eran de otras razas y el 1.61% pertenecían a dos o más razas. Del total de la población el 5.25% eran hispanos o latinos de cualquier raza.